# شب عروسی به تعویق افتاد (فیلم ۱۹۲۴)
شب عروسی به تعویق افتاد (به آلمانی: Die vertagte Hochzeitsnacht) فیلمی کمدی صامت آلمانی در سال ۱۹۲۴ به کارگردانی ژوزف برگر است.

## منبع
- مشارکت‌کنندگان ویکی‌پدیا. «The Postponed Wedding Night (1924 film)». در دانشنامهٔ ویکی‌پدیای انگلیسی، بازبینی‌شده در ۲۰ ژوئیه ۲۰۲۰.